# Tomáš Gřivna
Tomáš Gřivna (* 30. června 1975 Ostrava) je český právník, právní expert v oborech trestního práva, kriminologie a kriminalistiky. Působí jako pedagog na katedře trestního práva Právnické fakulty Univerzity Karlovy, od roku 2021 jako její vedoucí. V prosinci 2021 byl jmenován profesorem pro obor trestní právo, kriminologie a kriminalistika. Mimo akademickou půdu se věnuje výkonu advokacie a legislativní činnosti. Je spoluzakladatelem profesního spolku Unie obhájců České republiky a odborné právní platformy Rozumné právo. Zároveň je zapsán v seznamu členů zkušební komise České advokátní komory pro advokátní zkoušky a zkoušky způsobilosti pro obor trestní právo.

## Biografie

### Vědecká a pedagogická činnost
V roce 2002 Tomáš Gřivna absolvoval Právnickou fakultu Univerzity Karlovy v Praze, na které postupně získal tituly JUDr. (2003) a Ph. D. pro obory ústavní právo, trestní právo, kriminologie a kriminalistika (2005). Za svou disertační práci „Soukromá žaloba v trestním řízení“ obdržel v roce 2005 Bolzanovu cenu.
V roce 2010 se na téže vysoké škole habilitoval a byl rektorem Univerzity Karlovy jmenován docentem pro obor trestního práva, kriminologie a kriminalistiky. Ve své habilitační práci se věnoval tématu kybernetické kriminality.
Dne 15. prosince 2021 byl jmenován profesorem pro obor Trestní právo, kriminologie a kriminalistika na návrh Vědecké rady Univerzity Karlovy.
Na katedře trestního práva Právnické fakulty Univerzity Karlovy působí od roku 2004 jako vysokoškolský pedagog. Ústředními tématy jeho vědecké práce jsou vedle problematiky trestní odpovědnosti právnických osob a postavení poškozeného a oběti i oblasti jako kybernetická kriminalita a europeizace trestního práva. Roku 2021 se stal po Jiřím Jelínkovi vedoucím katedry.
Je autorem či spoluautorem mnoha monografií, učebnic a učebních pomůcek a desítek odborných článků a příspěvků na mezinárodních vědeckých konferencích. Působí rovněž v redakčních radách vědeckých právních časopisů (Jurisprudence, Revue pro právo a technologii, Česká kriminologie, Trestní právo, Právnické listy, Trestněprávní revue). Autorsky se podílí i na komentářích k zákonům, např. k zákonu o trestní odpovědnosti právnických osob, trestnímu řádu či trestnímu zákoníku.
V roce 2017 obdržel Cenu Václava Mandáka za nejlepší publikovaný odborný článek v Bulletinu advokacie za článek Právo na zachování důvěrné komunikace mezi advokátem a jeho klientem.

### Legislativní činnost
Tomáš Gřivna je předsedou Komise pro trestní právo Legislativní rady vlády. Mimo to byl ministrem spravedlnosti v roce 2010 jmenován předsedou pracovní skupiny pro přípravu zákona o obětech trestné činnosti a následně se stal hlavním autorem tohoto zákona [zákon č. 45/2013 Sb., o obětech trestných činů a o změně některých zákonů (zákon o obětech trestných činů)].
Od roku 2007 do roku 2014 byl členem rekodifikační komise Ministerstva spravedlnosti pro trestní právo procesní; od roku 2014 do současnosti je členem Komise Ministerstva spravedlnosti pro nový trestní řád.

### Advokátní praxe
Jako advokát Tomáš Gřivna působí především v oblasti trestního práva, tedy jako obhájce fyzických i právnických osob a zmocněnec poškozených. Zaměřuje se také na tvorbu Compliance programů (prevenci trestní odpovědnosti právnických osob) a poskytuje právní rozbory a posudky v trestněprávní oblasti.
V současné době vykonává advokacii jako společník advokátní kanceláře Gřivna & Šmerda s.r.o., která se od svého založení řadí mezi nejvyhledávanější tuzemské advokátní kanceláře v oblasti trestního práva a pravidelně se umisťuje na vrchních příčkách firemního žebříčku Právnická firma roku, pořádaného pod záštitou Ministerstva spravedlnosti a České advokátní komory.

### Unie obhájců České republiky
V polovině roku 2014 spoluzaložil Unii obhájců České republiky, profesní nepolitický spolek sdružující advokáty, kteří působí především v trestních věcech. V Unii obhájců zastává funkci jejího viceprezidenta.
Cílem Unie je dohled nad zákonností a dodržováním základních práv a svobod garantovaných ústavním pořádkem České republiky a respektováním přirozených práv člověka a poskytování ochrany před porušováním, poškozováním a krácením těchto práv a svobod v trestním řízení, zejména práva na obhájce dle čl. 40 odst. 3 Listiny základních práv a svobod.

### Platforma Rozumné právo
V květnu 2020 založil společně s dalšími právními experty z různých oborů práva v reakci na krizi způsobenou koronavirem a krizovou legislativu platformu Rozumné právo, jejímž cílem je poskytovat odbornou oponenturu návrhům zákonů a dalších opatření (ať už karanténních nebo podpůrných) a zároveň sloužit jako zdroj nápadů pro možnou implementaci zahraničních řešení v českých podmínkách. Tato platforma není spojena s žádnou politickou stranou nebo hnutím, obchodní společností nebo jinou institucí a všichni její členové vykonávají svou činnost bez nároku na honorář nebo jinou odměnu.
Jedno ze stanovisek platformy týkající se ukládání nepřiměřeně přísných trestů za bagatelní majetkové trestné činy spáchané během nouzového stavu Tomáš Gřivna prezentoval jako host pořadu Interview Plus Českého rozhlasu. V tomto rozhovoru poukázal na nutnost respektovat zásadu subsidiarity trestní represe, kdy nikoliv každá krádež (nebo jiný trestný čin) spáchaný za této okolnosti je natolik společensky škodlivý, aby vyžadoval trestněprávní reakci. Za typický příklad lze považovat krádež recidivistou za situace, kdy byl sice vyhlášen nouzový stav kvůli pandemii covidu-19, ale tento stav neměl vliv na dodávku základních potravin do obchodů, přičemž pachatel ukradl pouze několik housek (nikoliv např. nedostatkové léky nebo ochranné prostředky) pro svou vlastní potřebu (nikoliv např. pro další prodej). V takových případech je to právě zásada subsidiarity trestní represe, která by měla vést k závěru, že nebyla naplněna okolnost použití vyšší trestní sazby.

### Mediálně známé kauzy
Tomáš Gřivna vystupoval jako obhájce v celé řadě mediálně známých kauz, šlo například o:
- Případ klienta Randyho Blytha, zpěváka metalové kapely Lamb of God, kterému bylo kladeno za vinu usmrcení fanouška v roce 2010 na pražském koncertu. Městský soud v Praze Blytha obžaloby zprostil a konstatoval, že se neprokázal úmysl Blytha fanouška zranit, a poukázal na pochybení organizátora a ochranky při koncertu. Tento verdikt pak potvrdil i Vrchní soud v Praze jakožto odvolací soud.[11]
- Trestní kauzu klienta Juraje Thomy, bývalého primátora Českých Budějovic, jenž byl obviněn a následně Krajským soudem v Českých Budějovicích v roce 2016 nepravomocně odsouzen za údajné zneužití pravomoci úřední osoby. Tento závěr nalézacího soudu byl však následně shledán Vrchním soudem v Praze jako nesprávný a Juraj Thoma byl zproštěn obžaloby. Definitivně věc skončila odmítnutým dovoláním nejvyššího státního zástupce v březnu 2020.[12]
- Trestní kauzu klienta Zhonga Hui, čínského občana, který byl v roce 2003 původně odsouzen jako uprchlý za vraždu dvou svých krajanů v Praze. Po vydání Zhonga Hui do České republiky v roce 2019 a opakovaném projednání věci za jeho účasti, včetně opakovaně provedeného dokazování, Městský soud v Praze v únoru 2020 konstatoval, že se vina obžalovaného neprokázala.[13]
- Obhajobu pražských radních a bývalého primátora hlavního města Prahy Tomáše Hudečka v tzv. kauze Opencard,[14] která v květnu 2020 skončila zprošťujícím rozsudkem Městského soudu v Praze.[15]
- Trestní věc klienta Martina Půty, hejtmana Libereckého kraje, který byl obžalován z přijetí úplatku a zneužití pravomoci úřední osoby v souvislosti s opravou libereckého kostela svaté Máří Magdalény za 65 milionů korun, která měla být z velké části financována z evropských dotací. V květnu 2020 byl Martin Půta společně s ostatními obžalovanými Krajským soudem v Ústí nad Labem obžaloby zproštěn, neboť soud dospěl k závěru, že nebylo prokázáno, že by se stíhaný skutek stal.[16]
- Obhajobu Aleny Vitáskové v trestních věcech souvisejících s jejím působením jako předsedkyně Energetického regulačního úřadu.
  - V první kauze se jednalo o údajné zneužití pravomoci úřední osoby, kdy měly být na základě nepravdivých revizních zpráv neoprávněně uděleny licence solárním elektrárnám Saša-Sun a Zdeněk-Sun, čímž majitelé těchto solárních elektráren neprávem získali výhodnou výkupní cenu za solární elektřinu dodanou do veřejné sítě, která platila pro elektrárny s udělenou licencí do konce roku 2010. Alena Vitásková byla rozsudkem Vrchního soudu v Olomouci zproštěna obžaloby v roce lednu 2018. Definitivně však byla její nevina potvrzena až rozsudkem Krajského soudu v Brně v listopadu 2019, neboť po podaném dovolání nejvyššího státního zástupce byla věc Nejvyšším soudem vrácena Krajskému soudu v Brně, aby zpřesnil důvody jejího zproštění.[17]
  - Ve druhé trestní kauze byla Alena Vitásková obžalována z údajného zneužití pravomoci úřední osoby v souvislosti s tím, že jmenovala místopředsedkyní úřadu bývalou nejvyšší státní zástupkyni Renátu Veseckou. Původně odsuzující rozsudek Okresního soudu v Jihlavě byl v červenci 2020 zrušen Krajským soudem v Brně a Alena Vitásková byla obžaloby zproštěna, neboť podle odvolacího soudu nebyly naplněny formální znaky přečinu zneužití pravomoci.[18]
- Kauzu Ivana Fuksy, bývalého ministra zemědělství a exposlance ODS, který byl společně s exposlanci Petrem Tluchořem a Marek Šnajdrem stíhán pro přijetí úplatku spočívajícím v poskytnutí lukrativních funkcí ("trafik") za to, že se vzdají mandátu a nechají projít vládní daňový balíček, s nímž nesouhlasili. Trestní stíhání těchto osob bylo zastaveno rozhodnutím Nejvyššího soudu, který konstatoval, že tito exposlanci byli při vyjednáváních o funkcích výměnou za složení poslaneckých mandátů kryti poslaneckou imunitou; z usnesení Nejvyššího soudu vyplynulo, že tyto osoby jako exposlance nebylo možno stíhat za to, jak postupovali ještě před svou rezignací na poslanecký mandát.[19]
- Obhajobu lobbisty Marka Dalíka, který si měl jako tajemník tehdejšího českého premiéra Mirka Topolánka v souvislosti s chystaným nákupem transportérů Pandur Armádou České republiky říci rakouské zbrojovce Steyr o úplatek 18 milionů euro.[20] Marek Dalík byl v červenci 2017 pravomocně odsouzen Vrchním soudem v Praze za pokus o podvod k pětiletému nepodmíněnému trestu odnětí svobody a peněžitému trestu ve výši 4 milionu korun.[21]

## Vydané publikace (výběr)

### Učebnice
- GŘIVNA, T. a kol.: Kriminologie. Praha: Wolters Kluwer. 5., aktualizované vydání. 2019. ISBN 978-80-7598-554-5.
- ŠÁMAL, P., NOVOTNÝ, O., GŘIVNA, T. a kol.: Trestní právo hmotné. Praha: Wolters Kluwer. 8. vydání. ISBN 978-80-7552-359-4.
- FENYK, J., CÍSAŘOVÁ, D., GŘIVNA T. a kol: Trestní právo procesní. Praha: Wolters Kluwer. 7., aktualizované vydání. ISBN 978-80-7598-306-0.
- JELÍNEK, J., GŘIVNA, T. a kol.: Trestní právo Evropské unie. Praha: Leges. 2., aktualizované a doplněné vydání. ISBN 978-80-7502-375-9.

### Komentáře k zákonům
- GŘIVNA, Tomáš. § 1; § 2; § 3; § 4; § 5; § 6; § 7; § 8; § 9; § 10; § 11; § 12; § 13; § 14; § 15; § 16; § 17; § 18; § 19; § 20; § 21; § 22; § 23; § 24; § 25; § 26; § 27; § 28; § 29; § 30; § 31; § 32; § 33; § 34; § 35; § 36; § 37. In: ŠÁMAL, Pavel, Tomáš GŘIVNA a Helena VÁLKOVÁ. Zákon o obětech trestné činnosti. Komentář. 1. vyd. Praha: C. H. Beck, 2014, s. 17-213. ISBN 978-80-7400-513-8.
- ŠÁMAL Pavel a Tomáš GŘIVNA. § 9a, § 52 - § 66, § 119 - § 150. In: ŠÁMAL, Pavel a Tomáš GŘIVNA. Trestní řád: komentář. 7., dopl. a přeprac. vyd. V Praze: C. H. Beck, 2013. Velké komentáře. ISBN 978-80-7400-465-0.
- GŘIVNA, Tomáš. § 30, § 31, § 76, § 77, § 124, § 125, § 131, § 168, § 190 - § 193, § 230 - § 232. ŠÁMAL, Pavel. Trestní zákoník: komentář. 2. vyd. Praha: C. H. Beck, 2012. Velké komentáře. ISBN 978-80-7400-428-5.
- GŘIVNA, Tomáš. § 28 - § 31, § 34, § 35, § 45 - § 47. In: ŠÁMAL, Pavel et al. Trestní odpovědnost právnických osob: komentář. Praha: C. H. Beck, 2012. Beckova edice komentované zákony. ISBN 978-80-7400-116-1.

### Monografie a další odborné texty
- GŘIVNA, Tomáš. Trestní právo hmotné. 3, Judikatura k obecné i zvláštní části. 2. aktualizované vydání Praha: Wolters Kluwer ČR, 2010. ISBN 978-80-7357-509-0.
- GŘIVNA, Tomáš a Radim POLČÁK. Kyberkriminalita a právo. Praha: Auditorium, 2008. ISBN 978-80-903786-7-4.
- GŘIVNA, Tomáš. Soukromá žaloba v trestním řízení. 1. vyd. Praha: Karolinum, 2005. 121 s. ISBN 80-246-1107-4.
- CHVÁTALOVÁ, Iva, Hana MARKOVÁ a Tomáš GŘIVNA. Základy veřejného práva. Praha: Oeconomica, 2005. ISBN 80-245-0934-2.
- GŘIVNA, Tomáš. Obviněný a obhájce. In: FENYK, Jaroslav, Dagmar CÍSAŘOVÁ a Tomáš GŘIVNA et al. Trestní právo procesní. 6., aktualizované vydání. Praha: Wolters Kluwer, 2015. s. 189–211. ISBN 978-80-7478-750-8.
- GŘIVNA, Tomáš. Kybernetická kriminalita. In: Aktuální problémy kriminologie. 1. vyd. Praha: Policejní akademie ČR, fakulta bezpečnostně právní, 2009, s. 119-153. ISBN 978-80-7251-316-1.
- GŘIVNA, Tomáš a Petra GŘIVNOVÁ. Trestní právo hmotné. In BOBEK, Michal, Pavel MOLEK a Vojtěch ŠIMÍČEK. Komunistické právo v Československu: kapitoly z dějin bezpráví. Brno: Masarykova univerzita, Mezinárodní politologický ústav, 2009. s. 582–610. ISBN 978-80-210-4844-7.
- POLČÁK, Radim a Tomáš GŘIVNA et al. Cyber Law in the Czech republic. 1. vyd. Netherlands: Kluwer Law International BV, 2012. 228 s. ISBN 978-90-411-2188-2.
- GŘIVNA, Tomáš. The principle "ne bis in idem" in the European law. In: TOMÁŠEK, Michal. (ed.). Menschenrechte im europäischen Strafrecht. 1. vyd. Praha: Ediční středisko PF UK, 2006, s. 79–87. ISBN 80-858-8968-4.